# Élections municipales de 2020 à Caen
Pour un article plus général, voir Élections municipales françaises de 2020.
Les élections municipales françaises de 2020 à Caen ont lieu le 15 mars 2020.

## Contexte

### Résultats des scrutins depuis 2014
| Scrutin             | 1er tour | 1er tour | 1er tour | 1er tour | 1er tour | 1er tour | 1er tour | 1er tour | 1er tour | 1er tour | 1er tour | 1er tour | 2d tour     | 2d tour     | 2d tour     | 2d tour     | 2d tour     | 2d tour     | 2d tour     | 2d tour     | 2d tour     |
| Scrutin             | 1er      | 1er      | %        | 2e       | 2e       | %        | 3e       | 3e       | %        | 4e       | 4e       | %        | 1er         | 1er         | %           | 2e          | 2e          | %           | 3e          | 3e          | %           |
| ------------------- | -------- | -------- | -------- | -------- | -------- | -------- | -------- | -------- | -------- | -------- | -------- | -------- | ----------- | ----------- | ----------- | ----------- | ----------- | ----------- | ----------- | ----------- | ----------- |
| Municipales 2014    |          | UMP      | 30,79    |          | PS       | 26,21    |          | UDI      | 18,01    |          | EELV     | 10,22    |             | UMP         | 57,03       |             | PS          | 42,96       | pas de 3e   | pas de 3e   | pas de 3e   |
| Européennes 2014    |          | UMP      | 21,23    |          | PS       | 17,71    |          | EELV     | 14,37    |          | FN       | 13,65    | tour unique | tour unique | tour unique | tour unique | tour unique | tour unique | tour unique | tour unique | tour unique |
| Régionales 2015     |          | LR       | 32,96    |          | PS       | 28,95    |          | FN       | 13,33    |          | EELV     | 10,82    |             | PS          | 46,49       |             | LR          | 40,54       |             | FN          | 12,97       |
| Présidentielle 2017 |          | LREM     | 29,55    |          | LFI      | 23,11    |          | LR       | 20,61    |          | FN       | 10,33    |             | LREM        | 82,09       |             | FN          | 17,91       | pas de 3e   | pas de 3e   | pas de 3e   |
| Européennes 2019    |          | LREM     | 26,80    |          | EELV     | 18,70    |          | RN       | 12,56    |          | PS       | 8,53     | tour unique | tour unique | tour unique | tour unique | tour unique | tour unique | tour unique | tour unique | tour unique |

Aux élections européennes de 2024, la liste Place Publique-Parti Socialiste arrive première (21,79%), suivi de la la liste Ensemble (18,49%), RN (15,42%) et LFI (13,68%).

## Candidats déclarés

### Lutte ouvrière
Pierre Casevitz mène la liste Lutte ouvrière pour ces élections à Caen.

### La France insoumise
Pour sa première élection, Philippe Velten, physicien travaillant dans les applications médicales pour le traitement du cancer, mène une liste d'implication citoyenne « À Caen, décidons nous-mêmes ! » qui rassemble des citoyens de la commune pour la grande majorité non affiliée à une organisation politique. Cette liste est soutenue par La France insoumise.

### PS / Génération.s / GRS
Bastien Recher, trésorier de Génération.s et porte-parole du mouvement à Caen, est élu chef de file par les militants locaux le 9 octobre 2019. Gilles Déterville, conseiller municipal PS d'opposition, est le candidat de la liste Caen au cœur, un rassemblement de la gauche et de l'écologie associant le Parti socialiste, Génération.s, la Gauche républicaine et socialiste et Allons enfants.

### Caen en commun
Aurélien Guidi, professeur de français et d’histoire-géographie au lycée professionnel d'Alençon et ancien candidat sur la liste « L’alternative à gauche » conduite par Étienne Adam en 2014 mène une liste citoyenne se réclamant de gauche.

### Europe Écologie - Les Verts / Citoyens à Caen / PCF / Cap21
Rudy l'Orphelin, conseiller municipal d'opposition et Alexandra Beldjoudi, issue de la société civile sont annoncés tête de liste d'Europe Écologie Les Verts le 5 octobre 2019. Xavier Le Coutour, conseiller municipal d'opposition et encarté au Parti radical de gauche, se présente au nom du collectif Citoyens à Caen,. Un rapprochement entre ses deux listes derrière Rudy l'Orphelin se fait le 3 janvier 2020. La liste est complétée par des alliances avec le PCF et Cap21.

### Les Républicains
Le maire sortant, Joël Bruneau, membre des Républicains, souhaite se représenter en 2020. Il est rallié par La République en marche, le Mouvement démocrate et l'Union des démocrates et indépendants.

### Rassemblement national
Isabelle Gilbert conduira la liste du Rassemblement national à Caen.

## Sondages

### Premier tour
| Source                 | Date de réalisation | Échantillon | G·s    | PS-PCF     | EELV       | DVG        | LREM     | LR-DVD  | RN          | Autres |
| Source                 | Date de réalisation | Échantillon | Recher | Déterville | L'Orphelin | Le Coutour | Gosselin | Bruneau | Lechevalier |        |
| ---------------------- | ------------------- | ----------- | ------ | ---------- | ---------- | ---------- | -------- | ------- | ----------- | ------ |
| Source                 | Date de réalisation | Échantillon |        |            |            |            |          |         |             |        |
| Ifop (commandé par LR) | 22 au 27 août 2019  | 605         | 1      | 11         | 22         | 5          | 8        | 44      | 8           | 1      |
| Ifop (commandé par LR) | 22 au 27 août 2019  | 605         | 1      | 14         | 23         | 7          | —        | 45      | 8           | 2      |

N.B. :
- en gras sur fond coloré : le candidat arrivé en tête du sondage ;
- en gras sur fond blanc le candidat arrivé en deuxième position du sondage.

### Second tour
| Source                 | Date de réalisation | Échantillon | EELV-PS-PCF | LREM     | LR-DVD  | RN          |
| Source                 | Date de réalisation | Échantillon | L'Orphelin  | Gosselin | Bruneau | Lechevalier |
| ---------------------- | ------------------- | ----------- | ----------- | -------- | ------- | ----------- |
| Source                 | Date de réalisation | Échantillon |             |          |         |             |
| Ifop (commandé par LR) | 22 au 27 août 2019  | 605         | 39          | —        | 53      | 8           |
| Ifop (commandé par LR) | 22 au 27 août 2019  | 605         | 37          | 11       | 52      | —           |
| Ifop (commandé par LR) | 22 au 27 août 2019  | 605         | 42          | —        | 58      | —           |

## Résultats
|                                                          |                          |                                    |              |              |        |        |  |  |  |
| Tête de liste                                            | Tête de liste            | Liste                              | Premier tour | Premier tour | Sièges | Sièges |  |  |  |
| Tête de liste                                            | Tête de liste            | Liste                              | Voix         | %            | CM     | CC     |  |  |  |
|                                                          | Joël Bruneau             | LR-LREM-UDI-MoDem                  | 10 541       | 50,79        | 43     | 33     |  |  |  |
| Continuons Caen ensemble ! avec Joël Bruneau             |                          |                                    | 10 541       | 50,79        | 43     | 33     |  |  |  |
|                                                          | Rudy L'Orphelin          | EELV-PRG-PCF-Cap21-Citoyens à Caen | 5 306        | 25,57        | 8      | 6      |  |  |  |
| Caen écologiste et citoyenne                             |                          |                                    | 5 306        | 25,57        | 8      | 6      |  |  |  |
|                                                          | Gilles Deterville        | PS-G·s-GRS-AE                      | 1 929        | 9,30         | 2      | 2      |  |  |  |
| Caen au cœur                                             |                          |                                    | 1 929        | 9,30         | 2      | 2      |  |  |  |
|                                                          | Aurélien Guidi           | DVG                                | 1 098        | 5,29         | 1      | 1      |  |  |  |
| Caen en commun                                           |                          |                                    | 1 098        | 5,29         | 1      | 1      |  |  |  |
|                                                          | Isabelle Gilbert         | RN                                 | 1 095        | 5,28         | 1      | 1      |  |  |  |
| Rassemblement pour Caen                                  |                          |                                    | 1 095        | 5,28         | 1      | 1      |  |  |  |
|                                                          | Philippe Velten          | LFI                                | 550          | 2,65         | 0      | 0      |  |  |  |
| À Caen, décidons nous-mêmes !                            |                          |                                    | 550          | 2,65         | 0      | 0      |  |  |  |
|                                                          | Pierre Casevitz          | LO                                 | 233          | 1,12         | 0      | 0      |  |  |  |
| Lutte ouvrière – Faire entendre le camp des travailleurs |                          |                                    | 233          | 1,12         | 0      | 0      |  |  |  |
|                                                          |                          |                                    |              |              |        |        |  |  |  |
| Votes valides                                            | Votes valides            | Votes valides                      | 20 752       | 97,66        |        |        |  |  |  |
| Votes blancs                                             | Votes blancs             | Votes blancs                       | 138          | 0,65         |        |        |  |  |  |
| Votes nuls                                               | Votes nuls               | Votes nuls                         | 360          | 1,69         |        |        |  |  |  |
| Total                                                    | Total                    | Total                              | 21 250       | 100          | 55     | 43     |  |  |  |
| Abstention                                               | Abstention               | Abstention                         | 34 749       | 61,71        |        |        |  |  |  |
| Inscrits / participation                                 | Inscrits / participation | Inscrits / participation           | 55 501       | 38,29        |        |        |  |  |  |